# Copa do Mundo de Rugby Union de 1995
A Copa do Mundo de Rugby Union de 1995, realizada na África do Sul, foi a terceira edição do torneio. Ela foi realizada entre os dias 25 de maio e 24 de junho e teve a participação de 16 países divididos em 4 grupos de 4 componentes cada.

## Estádios
| Cidade         | Estádio                 | Capacidade (approx.) |
| -------------- | ----------------------- | -------------------- |
| Joanesburgo    | Ellis Park Stadium      | 62 000               |
| Pretória       | Loftus Versfeld Stadium | 50 000               |
| Cidade do Cabo | Newlands Stadium        | 50 000               |
| Durban         | Kings Park Stadium      | 50 000               |
| Port Elizabeth | Boet Erasmus Stadium    | 38 950               |
| Bloemfontein   | Free State Stadium      | 40 000               |
| Rustemburgo    | Olympia Park            | 30 000               |
| East London    | Basil Kenyon Stadium    | 22 000               |
| Stellenbosch   | Danie Craven Stadium    | 16 000               |

## Países participantes

### Por continente
| África                            | Américas             | Ásia    | Europa                                                                       | Oceania                                               |
| --------------------------------- | -------------------- | ------- | ---------------------------------------------------------------------------- | ----------------------------------------------------- |
| - África do Sul - Costa do Marfim | - Argentina - Canadá | - Japão | - Escócia - França - Inglaterra - Irlanda - Itália - País de Gales - Romênia | - Austrália - Nova Zelândia - Samoa Ocidental - Tonga |

### Por grupo
| Grupo A                                        | Grupo B                                             | Grupo C                                           | Grupo D                                      |
| ---------------------------------------------- | --------------------------------------------------- | ------------------------------------------------- | -------------------------------------------- |
| - África do Sul - Austrália - Canadá - Romênia | - Inglaterra - Samoa Ocidental - Itália - Argentina | - Nova Zelândia - Irlanda - País de Gales - Japão | - França - Escócia - Tonga - Costa do Marfim |

## Fase de grupos

### Grupo A
| 25 de maio                                                                                          |          |                                                                            |                                                                     |
| África do Sul                                                                                       | 27 –; 18 | Austrália                                                                  | Newlands, Cape Town Público: 51 000 (capacity) Árbitro: Derek Bevan |
| Tries: Pieter Hendriks, Joel Stransky Con: Joel Stransky Pen: Joel Stransky (4) Drop: Joel Stransky |          | Tries: Phil Kearns, Michael Lynagh Con: Michael Lynagh Pen: Michael Lynagh | Newlands, Cape Town Público: 51 000 (capacity) Árbitro: Derek Bevan |

| 26 de maio                                                                            |         |                        |                                                                           |
| Canadá                                                                                | 34 –; 3 | Romênia                | Boet Erasmus Stadium, Port Elizabeth Público: 18 000 Árbitro: Colin Hawke |
| Tries: Al Charron, Colin McKenzie, Rod Snow Con: Gareth Rees (2) Pen: Gareth Rees (4) |         | Pen: Neculai Nichitean | Boet Erasmus Stadium, Port Elizabeth Público: 18 000 Árbitro: Colin Hawke |

| 30 de maio                                                           |         |                                            |                                                            |
| África do Sul                                                        | 21 –; 8 | Romênia                                    | Newlands, Cape Town Público: 35 000 Árbitro: Ken McCartney |
| Tries: Adriaan Richter (2) Con: Gavin Johnson Pen: Gavin Johnson (3) |         | Tries: Andrei Guranescu Pen: Ilie Ivancuic | Newlands, Cape Town Público: 35 000 Árbitro: Ken McCartney |

| 31 de maio                                                                                        |          |                                        |                                                                             |
| Austrália                                                                                         | 27 –; 11 | Canadá                                 | Boet Erasmus Stadium, Port Elizabeth Público: 15 000 Árbitro: Patrick Robin |
| Tries: Michael Lynagh, Tabua Tamanivalu, Joe Roff Con: Michael Lynagh (3) Pen: Michael Lynagh (2) |          | Tries: Al Charron Pen: Gareth Rees (2) | Boet Erasmus Stadium, Port Elizabeth Público: 15 000 Árbitro: Patrick Robin |

| 3 de junho                                                                                                 |         |                    |                                                                         |
| Austrália                                                                                                  | 42 –; 3 | Romênia            | Danie Craven Stadium, Stellenbosch Público: 15 000 Árbitro: Naoki Saito |
| Tries: Damian Smith, David Wilson, Joe Roff, Michael Foley, Matt Burke Con: Matt Burke (2), John Eales (4) |         | Pen: Ilie Ivancuic | Danie Craven Stadium, Stellenbosch Público: 15 000 Árbitro: Naoki Saito |

| 3 de junho                                                               |         |        |                                                                            |
| África do Sul                                                            | 20 –; 0 | Canadá | Boet Erasmus Stadium, Port Elizabeth Público: 31 000 Árbitro: David McHugh |
| Tries: Adriaan Richter (2) Con: Joel Stransky (2) Pen: Joel Stransky (2) |         |        | Boet Erasmus Stadium, Port Elizabeth Público: 31 000 Árbitro: David McHugh |

| Seleção       | Vitórias | Empates | Derrotas | Pontos a favor | Pontos contra | Pontos |
| ------------- | -------- | ------- | -------- | -------------- | ------------- | ------ |
| África do Sul | 3        | 0       | 0        | 68             | 26            | 9      |
| Austrália     | 2        | 0       | 1        | 87             | 41            | 7      |
| Canadá        | 1        | 0       | 2        | 45             | 50            | 5      |
| Romênia       | 0        | 0       | 3        | 14             | 97            | 3      |

### Grupo B
| 27 de maio                                                                                             |          | |                                                                      |
| Itália                                                                                                 | 18 –; 42 | Samoa Ocidental | Basil Kenyon Stadium, East London Público: 11 000 Árbitro: Joel Dume |
| Tries: Paolo Vaccari, Massimo Cuttitta Con: Diego Domínguez Pen: Diego Domínguez Drop: Diego Domínguez |          | Tries: Brian Lima (2), George Harder (3), Darren Kellet, Shem Tatupu Con: Darren Kellet (2) Pen: Darren Kellet (1) | Basil Kenyon Stadium, East London Público: 11 000 Árbitro: Joel Dume |

| 27 de maio                                                                             |          |                                          |                                                                 |
| Argentina                                                                              | 18 –; 24 | Inglaterra                               | Kings Park Stadium, Durban Público: 30 000 Árbitro: Jim Fleming |
| Tries: Lisandro Arbizu, Patricio Noriega Con: Lisandro Arbizu Pen: Lisandro Arbizu (2) |          | Pen: Rob Andrew (6) Drop: Rob Andrew (2) | Kings Park Stadium, Durban Público: 30 000 Árbitro: Jim Fleming |

| 30 de maio                                                                               |          |                                                                   |                                                                         |
| Samoa Ocidental                                                                          | 32 –; 26 | Argentina                                                         | Basil Kenyon Stadium, East London Público: 11 000 Árbitro: David Bishop |
| Tries: Pat Lam, George Leaupepe, George Harder Con: Darren Kellet Pen: Darren Kellet (5) |          | Tries: Rodrigo Crexwell Con: José Cilley (2) Pen: José Cilley (4) | Basil Kenyon Stadium, East London Público: 11 000 Árbitro: David Bishop |

| 31 de maio                                                                |          |                                                                                          |                                                                      |
| Inglaterra                                                                | 27 –; 20 | Itália                                                                                   | Kings Park Stadium, Durban Público: 21 000 Árbitro: Stephen Hilditch |
| Tries: Rory Underwood, Tony Underwood Con: Rob Andrew Pen: Rob Andrew (5) |          | Tries: Massimo Cuttitta, Paolo Vaccari Con: Diego Domínguez (2) Pen: Diego Domínguez (2) | Kings Park Stadium, Durban Público: 21 000 Árbitro: Stephen Hilditch |

| 4 de junho                                                                          |          | |                                                                           |
| Argentina                                                                           | 25 –; 31 | Itália                                                                                                | Basil Kenyon Stadium, East London Público: 11 000 Árbitro: Clayton Thomas |
| Tries: Matías Corral, Rolando Martín, José Cilley Con: José Cilley Pen: José Cilley |          | Tries: Paolo Vaccari, Mario Gerosa, Diego Domínguez Con: Diego Domínguez (2) Pen: Diego Domínguez (4) | Basil Kenyon Stadium, East London Público: 11 000 Árbitro: Clayton Thomas |

| 4 de junho                                                                             |          |                                                                                |                                                                   |
| Inglaterra                                                                             | 44 –; 22 | Samoa Ocidental                                                                | Kings Park Stadium, Durban Público: 20 000 Árbitro: Patrick Robin |
| Tries: Rory Underwood (2), Neil Back Con: Jon Callard Pen: Jon Callard Drop: Mike Catt |          | Tries: Fata Sini (2), Mike Umaga Con: Tupo Fa'amasino (2) Pen: Tupo Fa'amasino | Kings Park Stadium, Durban Público: 20 000 Árbitro: Patrick Robin |

| Seleção         | Vitórias | Empates | Derrotas | Pontos a favor | Pontos contra | Pontos |
| --------------- | -------- | ------- | -------- | -------------- | ------------- | ------ |
| Inglaterra      | 3        | 0       | 0        | 95             | 60            | 9      |
| Samoa Ocidental | 2        | 0       | 1        | 96             | 88            | 7      |
| Itália          | 1        | 0       | 2        | 69             | 94            | 5      |
| Argentina       | 0        | 0       | 3        | 69             | 87            | 3      |

### Grupo C
| 27 de maio           |          | |                                                                         |
| Japão                | 10 –; 57 | País de Gales | Free State Stadium, Bloemfontein Público: 12 000 Árbitro: Efrahim Sklar |
| Tries: Osamu Ota (2) |          | Tries: Gareth Thomas (3), Ieuan Evans (2), Andrew Moore, Hemi Taylor Con: Neil Jenkins (5) Pen: Neil Jenkins (4) | Free State Stadium, Bloemfontein Público: 12 000 Árbitro: Efrahim Sklar |

| 27 de maio                                                                |          | |                                                                  |
| Irlanda                                                                   | 19 –; 43 | Nova Zelândia | Ellis Park, Johannesburg Público: 38 000 Árbitro: Wayne Erickson |
| Tries: David Corkery, Dennis McBride, Garrett Halpin Con: Eric Elwood (2) |          | Tries: Jonah Lomu (2), Josh Kronfeld, Frank Bunce, Glen Osborne Con: Andrew Mehrtens (3) Pen: Andrew Mehrtens (4) | Ellis Park, Johannesburg Público: 38 000 Árbitro: Wayne Erickson |

| 31 de maio |          |                                                                                           |                                                                          |
| Irlanda | 50 –; 28 | Japão                                                                                     | Free State Stadium, Bloemfontein Público: 15 000 Árbitro: Stef Neethling |
| Tries: Neil Franis, Simon Geoghegan, David Corkery, Eddie Halvey, Niall Hogan Con: Paul Burke (6) Pen: Paul Burke |          | Tries: Sinali-Tui Latu, Ko Izawa, Seiji Hirao, Masanori Takura Con: Yoshihito Yoshida (4) | Free State Stadium, Bloemfontein Público: 15 000 Árbitro: Stef Neethling |

| 31 de maio |         |                                          |                                                               |
| Nova Zelândia | 34 –; 9 | País de Gales                            | Ellis Park, Johannesburg Público: 38 000 Árbitro: Ed Morrison |
| Tries: Marc Ellis, Walter Little, Josh Kronfeld Con: Andrew Mehrtens (2) Pen: Andrew Mehrtens (4) Drop: Andrew Mehrtens |         | Pen: Neil Jenkins (2) Drop: Neil Jenkins | Ellis Park, Johannesburg Público: 38 000 Árbitro: Ed Morrison |

| 4 de junho                                                           |           | |                                                                           |
| Japão                                                                | 17 –; 145 | Nova Zelândia | Free State Stadium, Bloemfontein Público: 17 000 Árbitro: George Gadjovic |
| Tries: Hiroyuki Kajihara (2) Con: Keiji Hirose (2) Pen: Keiji Hirose |           | Tries: Marc Ellis (6), Eric Rush (3), Jeff Wilson (3), Robin Brooke (2), Glen Osborne (2), Richard Loe, Simon Culhane, Paul Henderson, Craig Dowd, Alama Ieremia Con: Simon Culhane (20) | Free State Stadium, Bloemfontein Público: 17 000 Árbitro: George Gadjovic |

| 4 de junho                                                                                |          | |                                                              |
| Irlanda                                                                                   | 24 –; 23 | País de Gales                                                                                          | Ellis Park, Johannesburg Público: 35 000 Árbitro: Ian Rogers |
| Tries: Eddie Halvey, Nick Popplewell, Denis McBride Con: Eric Elwood (3) Pen: Eric Elwood |          | Tries: Jonathan Humphreys, Hemi Taylor Con: Neil Jenkins (2) Pen: Neil Jenkins (2) Drop: Adrian Davies | Ellis Park, Johannesburg Público: 35 000 Árbitro: Ian Rogers |

| Seleção       | Vitórias | Empates | Derrotas | Pontos a favor | Pontos contra | Pontos |
| ------------- | -------- | ------- | -------- | -------------- | ------------- | ------ |
| Nova Zelândia | 3        | 0       | 0        | 225            | 45            | 9      |
| Irlanda       | 2        | 0       | 1        | 93             | 94            | 7      |
| País de Gales | 1        | 0       | 2        | 89             | 68            | 5      |
| Japão         | 0        | 0       | 3        | 55             | 252           | 3      |

### Grupo D
| 26 de maio      |         | |                                                               |
| Costa do Marfim | 0 –; 89 | Escócia | Olympia Park, Rustenburg Público: 20 000 Árbitro: Felise Vito |
|                 |         | Tries: Gavin Hastings (4), Kenny Logan (2), Peter Walton (2), Peter Wright, Craig Chalmers, Tony Stanger, Paul Burnell, Graham Shiel Con: Gavin Hastings (9) Pen: Gavin Hastings (2) | Olympia Park, Rustenburg Público: 20 000 Árbitro: Felise Vito |

| 26 de maio |          |                                                                      |                                                                 |
| França | 38 –; 10 | Tonga                                                                | Loftus Versfeld, Pretória Público: 25 000 Árbitro: Steve Lander |
| Tries: Thierry Lacroix (2), Aubin Hueber, Philippe Saint-André Con: Thierry Lacroix (3) Pen: Thierry Lacroix (3) Drop: Yann Delaigue |          | Tries: Tevita Va'enuku Con: Sateki Tu'ipulotu Pen: Sateki Tu'ipulotu | Loftus Versfeld, Pretória Público: 25 000 Árbitro: Steve Lander |

| 30 de maio |          |                                                                                       |                                                                |
| França | 54 –; 18 | Costa do Marfim                                                                       | Olympia Park, Rustenburg Público: 17 000 Árbitro: Han Moon-Soo |
| Tries: Thierry Lacroix (2), Abdelatif Benazzi, William Techoueyres, Sébastien Viars, Guy Accoceberry, Philippe Saint-André, Arnaud Costes Con: Christophe Deylaud (2), Thierry Lacroix (2) Pen: Thierry Lacroix (2) |          | Tries: Aboubacar Soulama, Abubacar Camara Con: Victor Kouassi Pen: Victor Kouassi (2) | Olympia Park, Rustenburg Público: 17 000 Árbitro: Han Moon-Soo |

| 30 de maio                                                                                     |         |                          |                                                                   |
| Escócia                                                                                        | 41 –; 5 | Tonga                    | Loftus Versfeld, PretóriaPre Público: 21 000 Árbitro: Barry Leask |
| Tries: Scott Hastings, Eric Peters, Gavin Hastings Con: Gavin Hastings Pen: Gavin Hastings (8) |         | Tries: Ipolito Fenukitau | Loftus Versfeld, PretóriaPre Público: 21 000 Árbitro: Barry Leask |

| 3 de junho                                |          | |                                                               |
| Costa do Marfim                           | 11 –; 29 | Tonga | Olympia Park, Rustenburg Público: 16 000 Árbitro: Don Reordan |
| Tries: Alfred Okou Pen: Athanase Dali (2) |          | Tries: Manakaetau 'Otai, Sateki Tu'ipulotu, Pouvalu Latukefu Con: Sateki Tu'ipulotu (3) Pen: Sateki Tu'ipulotu | Olympia Park, Rustenburg Público: 16 000 Árbitro: Don Reordan |

| 3 de junho                                                         |          |                                                                   |                                                                   |
| França                                                             | 22 –; 19 | Escócia                                                           | Loftus Versfeld, Pretória Público: 40 000 Árbitro: Wayne Erickson |
| Tries: Émile Ntamack Con: Thierry Lacroix Pen: Thierry Lacroix (5) |          | Tries: Rob Wainwright Con: Gavin Hastings Pen: Gavin Hastings (4) | Loftus Versfeld, Pretória Público: 40 000 Árbitro: Wayne Erickson |

| Seleção         | Vitórias | Empates | Derrotas | Pontos a favor | Pontos contra | Pontos |
| --------------- | -------- | ------- | -------- | -------------- | ------------- | ------ |
| França          | 3        | 0       | 0        | 114            | 47            | 9      |
| Escócia         | 2        | 0       | 1        | 149            | 27            | 7      |
| Tonga           | 1        | 0       | 2        | 44             | 90            | 5      |
| Costa do Marfim | 0        | 0       | 3        | 29             | 172           | 3      |

## Fase final
|  | Quartas de final                               | Quartas de final                               |                                               |            | Semifinais     | Semifinais     |  |  | Final                                   | Final |
|  |                                                |                                                |                                               |            |                |                |  |  |                                         |       |
|  | 10 de junho - Kings Park Stadium, Durban       |                                                |                                               |            |                |                |  |  |                                         |       |
|  |                                                |                                                |                                               |            |                |                |  |  |                                         |       |
|  | França                                         | 36                                             |                                               |            |                |                |  |  |                                         |       |
|  | França                                         | 36                                             | 17 de junho - Kings Park Stadium, Durban      |            |                |                |  |  |                                         |       |
|  | Irlanda                                        | 12                                             |                                               |            |                |                |  |  |                                         |       |
|  | Irlanda                                        | 12                                             | França                                        | 15         |                |                |  |  |                                         |       |
|  | 10 de junho - Ellis Park Stadium, Joanesburgo  |                                                | França                                        | 15         |                |                |  |  |                                         |       |
|  |                                                | África do Sul                                  | 19                                            |            |                |                |  |  |                                         |       |
|  | África do Sul                                  | África do Sul                                  | 19                                            | 42         |                |                |  |  |                                         |       |
|  | África do Sul                                  |                                                | 24 de junho - Ellis Park Stadium, Joanesburgo | 42         |                |                |  |  |                                         |       |
|  | Samoa Ocidental                                | 12                                             |                                               |            |                |                |  |  |                                         |       |
|  | Samoa Ocidental                                | 12                                             | África do Sul                                 | 15         |                |                |  |  |                                         |       |
|  | 11 de junho - Newlands Stadium, Cidade do Cabo |                                                | África do Sul                                 | 15         |                |                |  |  |                                         |       |
|  |                                                | Nova Zelândia                                  | 12                                            |            |                |                |  |  |                                         |       |
|  | Inglaterra                                     | Nova Zelândia                                  | 12                                            | 25         |                |                |  |  |                                         |       |
|  | Inglaterra                                     | 18 de junho - Newlands Stadium, Cidade do Cabo |                                               | 25         |                |                |  |  |                                         |       |
|  | Austrália                                      | 22                                             |                                               |            |                |                |  |  |                                         |       |
|  | Austrália                                      | 22                                             | Inglaterra                                    | 29         | Terceiro lugar | Terceiro lugar |  |  |                                         |       |
|  | 11 de junho - Loftus Versfeld, Pretória        |                                                | Inglaterra                                    | 29         | Terceiro lugar | Terceiro lugar |  |  |                                         |       |
|  |                                                | Nova Zelândia                                  | 45                                            |            |                |                |  |  |                                         |       |
|  | Nova Zelândia                                  | Nova Zelândia                                  | 45                                            | 48         | França         | 19             |  |  |                                         |       |
|  | Nova Zelândia                                  |                                                |                                               | 48         | França         | 19             |  |  |                                         |       |
|  | Escócia                                        | 30                                             |                                               | Inglaterra | 9              |                |  |  |                                         |       |
|  | Escócia                                        | 30                                             |                                               |            | 9              |                |  |  |                                         |       |
|  |                                                |                                                |                                               |            |                |                |  |  | 22 de junho - Loftus Versfeld, Pretória |       |
|  |                                                |                                                |                                               |            |                |                |  |  |                                         |       |

### Quartas de final
| 10 de junho                                                                              |          |                      |                                                                 |
| França                                                                                   | 36 –; 12 | Irlanda              | Kings Park Stadium, Durban Público: 18 000 Árbitro: Ed Morrison |
| Tries: Philippe Saint-André, Émile Ntamack Con: Thierry Lacroix Pen: Thierry Lacroix (8) |          | Pen: Eric Elwood (4) | Kings Park Stadium, Durban Público: 18 000 Árbitro: Ed Morrison |

| 10 de junho                                                                                            |          |                                                                |                                                                |
| África do Sul                                                                                          | 42 –; 14 | Samoa Ocidental                                                | Ellis Park, Johannesburg Público: 52 000 Árbitro: Jim Flemming |
| Tries: Chester Williams (4), Chris Rossouw, Mark Andrews Con: Gavin Johnson (3) Pen: Gavin Johnson (2) |          | Tries: Shem Tatupu, Toetu Nu'uali'itia Con: Tupo Fa'amasin (2) | Ellis Park, Johannesburg Público: 52 000 Árbitro: Jim Flemming |

| 11 de junho                                                                |          |                                                                 |                                                           |
| Inglaterra                                                                 | 25 –; 22 | Austrália                                                       | Newlands, Cape Town Público: 30 000 Árbitro: David Bishop |
| Tries: Tony Underwood Con: Rob Andrew Pen: Rob Andrew (5) Drop: Rob Andrew |          | Tries: Damian Smith Con: Michael Lynagh Pen: Michael Lynagh (5) | Newlands, Cape Town Público: 30 000 Árbitro: David Bishop |

| 11 de junho |          |                                                                                        |                                                                |
| Nova Zelândia | 48 –; 30 | Escócia                                                                                | Loftus Versfeld, Pretória Público: 20 000 Árbitro: Derek Bevan |
| Tries: Walter Little (2), Jonah Lomu, Andrew Mehrtens, Frank Bunce, Sean Fitzpatrick Con: Andrew Mehrtens (6) Pen: Andrew Mehrtens (2) |          | Tries: Doddie Weir (2), Scott Hastings Con: Gavin Hastings (3) Pen: Gavin Hastings (3) | Loftus Versfeld, Pretória Público: 20 000 Árbitro: Derek Bevan |

### Semifinais
| 17 de junho                                                   |          |                          |                                                                            |
| África do Sul                                                 | 19 –; 15 | França                   | Kings Park Stadium, Durban Público: 50 000 (capacity) Árbitro: Derek Bevan |
| Tries: Ruben Kruger Con: Joel Stransky Pen: Joel Stransky (4) |          | Pen: Thierry Lacroix (5) | Kings Park Stadium, Durban Público: 50 000 (capacity) Árbitro: Derek Bevan |

| 18 de junho                                                                 |          | |                                                               |
| Inglaterra                                                                  | 29 –; 45 | Nova Zelândia | Newlands, Cape Town Público: 50 000 Árbitro: Stephen Hilditch |
| Tries: Will Carling (2), Rory Underwood Con: Rob Andrew (3) Pen: Rob Andrew |          | Tries: Jonah Lomu (4), Josh Kronfeld, Graeme Bachop Con: Andrew Mehrtens (3) Pen: Andrew Mehrtens Drop: Zinzan Brooke, Andrew Mehrtens | Newlands, Cape Town Público: 50 000 Árbitro: Stephen Hilditch |

### Terceiro lugar
| 22 de junho                                                   |         |                     |                                                                 |
| França                                                        | 19 –; 9 | Inglaterra          | Loftus Versfeld, Pretória Público: 45 000 Árbitro: David Bishop |
| Tries: Olivier Roumat, Émile Ntamack Pen: Thierry Lacroix (3) |         | Pen: Rob Andrew (3) | Loftus Versfeld, Pretória Público: 45 000 Árbitro: David Bishop |

### Final
| 24 de junho                                    |                        |                                                |                                                                          |
| África do Sul                                  | 15 –; 12 (prorrogação) | Nova Zelândia                                  | Ellis Park, Johannesburg Público: 65 000 (capacity) Árbitro: Ed Morrison |
| Pen: Joel Stransky (3) Drop: Joel Stransky (2) |                        | Pen: Andrew Mehrtens (3) Drop: Andrew Mehrtens | Ellis Park, Johannesburg Público: 65 000 (capacity) Árbitro: Ed Morrison |

## Campeã
| Copa do Mundo de Rugby Union de 1995 |
| ------------------------------------ |
| África do Sul (1º título)            |

## Estatísticas

### Times
- Maior número de pontos:  Nova Zelândia (327)
- Maior número de Tries:  Nova Zelândia (41)
- Maior número de conversões:  Nova Zelândia (34)
- Maior número de penalidades:  França (26)
- Maior número de Drop Goals:  Inglaterra e  Nova Zelândia (4)
- Maior número de cartões amarelos: nenhum
- Maior número de cartões vermelhos:  Canadá (2)

### Jogadores
- Maior número de pontos:  Thierry Lacroix (112)
- Maior número de Tries:  Jonah Lomu,  Marc Ellis (7)
- Maior número de conversões:  Simon Culhane (20)
- Maior número de penalidades:  Thierry Lacroix (26)
- Maior número de Drop Goals:  Joel Stransky,  Rob Andrew,  Andrew Mehrtens (3)
- Maior número de cartões amarelos: nenhum
- Maior número de cartões vermelhos:  James Dalton,  Gareth Rees,  Rod Snow,  Feleti Mahoni (1)

## Cultura popular
A vitória da África do Sul é narrada no filme Invictus, de 2009. A produção tem foco em um momento da vida de Nelson Mandela, entre sua chegada à presidência sul-africana e a realização da Copa do Mundo de Rugby Union de 1995. Dirigido por Clint Eastwood, traz nos papéis principais do elenco os atores norte-americanos Morgan Freeman (como Mandela) e Matt Damon (como François Pienaar, capitão dos Springboks). 